# Ordre de detenció europea
L'Ordre de detenció europea o Ordre de detenció i lliurament, és l'instrument de la Unió Europea que substitueix la tradicional extradició sobre la base de prescindir de la intervenció de l'autoritat política permetent que la persecució internacional dels delictes tingui lloc directament entre autoritats judicials. El Govern de cada país intervindrà exclusivament per prestar suport tècnic, de forma especial per procurar la traducció de l'Ordre de detenció a la llengua del país en què hagi de ser executada.
L'aprovació pel Consell Europeu de la «decisió marc» del de juny de 2002, relativa a l'Ordre de detenció europea i als Procediments de lliurament entre els Estats membres de la Unió Europea, va suposar una nova forma d'entendre les relacions de cooperació penal entre els Estats membres, en crear-se un nou procediment de lliurament desvinculat de la discreció política, tradicionalment present en el procediment d'extradició. Una ordre de detenció europea només pot ser emesa a fi i efecte de portar a terme un enjudiciament penal -no solament una investigació-, o fer complir una pena privativa de llibertat.

## Antecedents
Les mesures que pretenien harmonitzar les normes d'extradició entre els estats membres de la Unió europea es remunten a mitjans de la dècada de 1990, quan les institucions de la UE van fer dues propostes en el marc del Tractat de Maastricht que buscava alleugerir els procediments d'extradició vigents en el marc del Conveni europeu d'extradició. El Consell europeu l'any 1999, va proposar a més a més l'abolició dels procediments formals d'extradició per a les persones condemnades. Tanmateix, no va anar fins al període immediatament posterior als Atemptats de l'11 de setembre de 2001 als Estats Units, que les propostes van passar a ser objecte de debats. Encara que en origen es va proposar com una mesura antiterrorista, l'ordre de detenció europea aviat es va convertir en una àmplia gamma de delictes comuns. La decisió política d'adoptar la legislació de l'Ordre de detenció, es va fer en el Consell Europeu de Laeken al desembre de 2001, el text va ser finalment acordat al juny de l'any següent. L'ordre de detenció europea va ser establert per una decisió marc de la UE el 2002.
La decisió va entrar en vigor l'1 de gener de 2004 a vuit Estats membres: Bèlgica, Dinamarca, Finlàndia, Irlanda, Portugal, Espanya, Suècia i Gran Bretanya. L'1 de novembre de 2004, tots els Estats membres havien aplicat la legislació, excepte Itàlia, que ho va fer el 22 d'abril de 2005. Bulgària i Romania van posar en pràctica la decisió relativa a la seva adhesió el 2007.

## Característiques distintives
Hi ha diverses característiques de l'ordre de detenció europea que la distingeixen dels tractats i acords que abans regulaven l'extradició entre els Estats membres de la UE. Doble incriminació és una característica del dret internacional d'extradició pel qual els Estats poden negar-se en determinades circumstàncies, se suprimeix el principi de doble incriminació –és a dir, l'ordre elimina la possibilitat que l'Estat d'execució denegui el lliurament perquè els fets no estan tipificats com a delictes a la seva legislació–.
Característiques en què no és exigible el requisit de la doble incriminació a Espanya:
- quan es tracti de delictes per als que la llei penal espanyola prevegi una pena o mesura de seguretat privatives de llibertat màxima igual o superior a tres anys, i
- al supòsit de delictes que, tal com es defineixen per la llei penal espanyola, puguin integrar-se en alguna de les categories següents: 
  - terrorisme,
  - pertinença a organització delictiva,
  - tràfic de persones,
  - explotació sexual dels nens i pornografia infantil,
  - tràfic il·lícit d'estupefaents i substàncies psicòtropes,
  - tràfic il·lícit d'armes, municions i explosius,
  - corrupció política,
  - frau, inclòs el que afecti als interessos financers de les Comunitats Europees segons el Conveni 26.07.1995, sobre protecció dels interessos financers de les Comunitats Europees (BOE 180/2003, de 29 de juliol de 2003),
  - blanqueig del producte del delicte,
  - falsificació de moneda,
  - delictes d'alta tecnologia, en particular delicte informàtic,
  - delictes contra el medi ambient, inclòs el tràfic il·lícit d'espècies animals protegides i d'espècies i varietats vegetals protegides,
  - ajuda a l'entrada i residència en situació il·legal,
  - homicidi voluntari, agressió amb lesions greus,
  - tràfic il·lícit d'òrgans i teixits humà
  - segrest, detenció il·legal i presa d'ostatges,
  - racisme i xenofòbia,
  - robatoris organitzats o a mà armada,
  - tràfic il·lícit de béns culturals, incloses les antiguitats i les obres d'art,
  - estafa,
  - xantatge i extorsió de fons,
  - violació de drets de propietat industrial i falsificació de mercaderies,
  - falsificació de documents administratius i tràfic] de documents falsos,
  - falsificació de mitjans de pagament,
  - tràfic il·lícit de substàncies hormonals i d'altres factors de creixement,
  - tràfic il·lícit de materials radioactius o substàncies nuclears,
  - tràfic de vehicles robats,
  - violació,
  - incendi voluntari,
  - delictes inclosos a la jurisdicció de la Cort Penal Internacional,
  - segrest d'aeronaus i vaixells,
  - sabotatge

## L'Ordre de Detenció Europea a Espanya
D'acord amb la Llei Orgànica 2/2003, de 14 de març, complementaria de la Llei sobre l'ordre Europea de Detenció i Entrega, les autoritats competents per emetre una Ordre de Detenció Europea poden ser tot aquell jutge o Tribunal que conegui una causa en la que sigui necessària l'emissió d'una Ordre, però l'execució d'aquesta a Espanya només pot ser realitzada pels Jutjats Centrals d'instrucció durant la tramitació inicial, sempre que la persona reclamada consenti la seva entrega i el Ministeri fiscal no es negui. La Sala de lo Penal s'ocuparà de l'execució de l'ordre a Espanya en cas que el Jutjat Central d'instrucció no pugui intervenir per concurrència d'una de les causes anteriors.